# Pseudecheneis paviei
Pseudecheneis paviei är en fiskart som beskrevs av Vaillant 1892. Pseudecheneis paviei ingår i släktet Pseudecheneis och familjen Sisoridae. IUCN kategoriserar arten globalt som otillräckligt studerad. Inga underarter finns listade i Catalogue of Life.